# The Uplift Mofo Party Plan
„The Uplift Mofo Party Plan“ е трети студиен албум на американската фънк рок група Ред Хот Чили Пепърс издаден на 29 септември 1987 г. Албумът е първият на групата, който влиза в класациите и бележи завръщането на оригиналния барабанист на групата Джак Айрънс. Същевременно е последният записан изцяло с негово участие и това на Хилел Словак, който умира от свръхдоза хероин на 25 юни 1988 г. Съкрушен от смъртта му, Айрънс обявява раздялата си с „Ред Хот Чили Пепърс“.

## Предистория
Издателската компания EMI не подкрепя албума Freaky Styley, и не отпускат пари за създаване на видеоклип, като тези към песните Jungle Man и Catholic School Girls Rule са снимани от приятели на групата. Турнето Freaky Styley продължава до пролетта на 1986 година. За записите на демо албум EMI отпуска на групата 5000 долара, половината от които са изхарчени за наркотици. Разочарован от това, барабанистът на групата Клиф Мартинез не крие отчуждеността си от групата и скоро е уволнен. На негово място се завръща оригиналният барабанист на формацията от „Anthym“, Джак Айрънс, който напуска „What is This?“, година след завръщането на Хилел Словак.

## Запис
За продуцент на новия албум е избран Майкъл Байнхорн, известен с продуцираните от него албуми на Хърби Хенкок и Нона Хендрикс. Байнхорн се харесва на Ред Хот Чили Пепърс заради общата любов към музиката на Стиви Уондър, Джими Хендрикс и „Слай енд дъ Фемили Стоун“. Проблемите на Хилел Словак и Антъни Кийдис с наркотиците се задълбочават, което влияе отрицателно на записните сесии. Впоследствие Антъни Кийдис е уволнен от групата. Липсата му трае само месец, в който той постъпва в клиника в родния си град. Завръща се в групата след приключване на рехабилитационния му период. Завръщането му в Лос Анджелис бележи ново пристрастяване към хероина. Песните са записани в рамките на 10 дена в Capitol Studios и Eldorado Recording Studio в Холивуд, Калифорния. Хилел Словак набляга на по-тежко звучене в песните Backwoods, Fight Like a Brave и Funky Crime.

## Приемане
The Uplift Mofo Party Plan е издаден на 29 септември 1987. Той е първият албум на групата, който успява да влезе в класациите на Billboard, достигайки до 148 позиция, престоявайки в класациите 18 седмици. Общия брой продадени албуми от 40 000, надхвърлят общия на предишните албуми Freaky Styley и The Red Hot Chili Peppers. Албумът е сертифициран със златен статут (продажби над 500 000) на 23 януари 2003..
Критикуван е от родителските организации, поради нецензурни изрази.
По думите на музикалния критик Бил Мередит, от AllMusic Guide, The Uplift Mofo Party Plan представлява най-добрия продукт на Хилел Словак и Джак Айрънс, който полага основите на успеха, който ще последва с албумите Mother's Milk и Blood Sugar Sex Magik.

## Състав
- Антъни Кийдис – вокали
- Хилел Словак – китара, вокодер, беквокали, ситара (в песента Behind the Sun)
- Флий – бас китара, беквокали
- Джак Айрънс – барабани
- Майкъл Байнхорн – беквокали, продуцент
- Анджело Мур от Fishbone – беквокали,
- Джон Норууд Фишър от Fishbone – беквокали
- Дейвид Каноли – беквокали
- Ани Нюмън – беквокали
- Джуди Клап – звуков инженер
- Нийл Израелсън – фотографии